# Rechthoekkogelspin
De rechthoekkogelspin (Theridion familiare) is een spinnensoort uit de familie van de kogelspinnen (Theridiidae). De wetenschappelijke naam van de soort werd in 1871 gepubliceerd door Octavius Pickard-Cambridge.
De soort komt voor in het Palearctisch gebied: in Europa, de Kaukasus en China.